# Ежемесячные сочинения
«Ежемесячные сочинения, к пользе и увеселению служащие» (в 1758—1762 годы — «Сочинения и переводы к пользе и увеселению служащие», с 1763 года — «Ежемесячные сочинения и известия о ученых делах») — первый в России ежемесячный научно-популярный и литературный журнал, издававшийся Петербургской Академией Наук в 1755—1764 годах. Журнал печатался в типографии Академии наук тиражом до 2000 экземпляров.

## История
Предшественником журнала было литературное приложение к «Санкт-Петербургским ведомостям», так называемые «Примечания», которые выходили с 1728 года до «смутных времён» в Академии наук (1742 год). Издание «Примечаний» было предложено академиком и непременным секретарём Г. Ф. Миллером.
22 ноября 1754 года Миллер изложил на заседании Академии предложение президента Академии графа К. Г. Разумовского издавать, начиная с 1755 года, «учёный периодический журнал» на русском языке по образцу издававшихся прежде «Примечаний». Академики единогласно признали полезность предлагаемого издания и решили, что журнал должен быть ежемесячным. Также было постановлено:
- допустить к сотрудничеству в журнале профессиональных литераторов не из числа академиков;
- исключить из журнала статьи по богословию и вообще все «касающиеся до веры»;
- не публиковать «статьи критические или такие, которыми мог бы кто-нибудь оскорбиться».

Ломоносов на заседании предложил, чтобы журнальные статьи проходили предварительную цензуру на собраниях академии, против чего возражал Тредьяковский. В предложении Разумовского Академии от 12 декабря 1754 года такая цензура не упоминалась, в качестве названия журнала было предложено «Санкт-Петербургские академические примечания», журнал отдавался «под смотрение» Миллера. Журнал должен был издаваться большим по тому времени тиражом в 2000 экземпляров и предназначался для широкого круга читателей:

из высоких наук, яко то из астрономических наблюдений и исчислений, из физики, математическими вычетами изъясняемой, из анатомических примечаний, которых разуметь невозможно без знания совершенного самой анатомии, и ничего тому подобного в помянутые книжки не вносить

Издание журнала прекратилось в 1764 году в связи с отъездом Миллера в Москву.

## Тиражи и подписка
Миллер предложил цену в 15 копеек за номер (6 листов), «что, кажется, для читателей будет не дорого, а для Академии не убыточно». Впоследствии годовая подписка была поднята до 2 рублей, что было дешевле, чем «Санкт-Петербургские ведомости» (подписка на которые стоила 2 рубля 50 копеек).
В первый год существования журнала расходилось ежемесячно от 600 до 700 экземпляров, поэтому с 1758 года тираж был снижен до 1250 экземпляров. Поскольку на журналы прошлых лет сохранялся спрос, новый тираж оказался недостаточным, и потребовалось второе издание номеров за 1758—1762 годы. В итоге полные 20-томники журнала было можно приобрести за 15 рублей в академической типографии значительно позже прекращения выхода журнала, в XIX веке.

## Авторы журнала
В журнале публиковались оригинальные и переводные сочинения. В научном разделе участвовали Ф. И. Соймонов, князь М. М. Щербатов, П. И. Рычков. Литературная часть представлена именами М. М. Хераскова, А. А. Нартова, А. А. Ржевского.
«Ежемесячные сочинения» в 1755 году отразили полемику ведущих поэтов эпохи — М. В. Ломоносова, А. П. Сумарокова и В. К. Тредиаковского.
В то время было не принято платить авторам за публикацию их произведений; возможность видеть свои труды в печати считалась достаточным вознаграждением. Миллер, однако, уже в 1756 году поручил выдать авторам-неакадемикам (Сумарокову, Елагину, Хераскову, Нартову и Порошину) по экземпляру журнала в хорошем переплёте «для побуждения оных господ впредь к сотруднению».

## Другие журналы со схожими названиями
- В 1786—1796 годах Академия наук издавала журнал «Новые ежемесячные сочинения», наследовавший «Ежемесячным сочинениям».

- В 1901—1903 годах литературно-художественный журнал «Ежемесячные сочинения» издавался в Петербурге И. И. Ясинским[1].

## Интересные факты
• В 1759 году у журнала возникли цензурные проблемы со стихотворением гвардейского унтер-офицера Алексея Андреевича Ржевского «Сонет или мадригал», посвящённым танцовщице Либере Сака (Сакко), опубликованном в февральском номере. Как и в других случаях недовольства императорского двора, соответствующие страницы журнала были перепечатаны.
• Упоминается в сатирической комедии Екатерины II «О время!» (1772): центральный антагонист — госпожа Ханжахина бранит «басурманкой» служанку Мавру за то, что та читает «Ежемесячные сочинения».